# Arang
Arang là một thị xã và là một nagar panchayat của quận Raipur thuộc bang Chhattisgarh, Ấn Độ.

## Địa lý
Arang có vị trí 21°12′B 81°58′Đ / 21,2°B 81,97°Đ Nó có độ cao trung bình là 267 mét (875 feet).

## Nhân khẩu
Theo điều tra dân số năm 2001 của Ấn Độ, Arang có dân số 16.593 người. Phái nam chiếm 51% tổng số dân và phái nữ chiếm 49%. Arang có tỷ lệ 64% biết đọc biết viết, cao hơn tỷ lệ trung bình toàn quốc là 59,5%: tỷ lệ cho phái nam là 76%, và tỷ lệ cho phái nữ là 51%. Tại Arang, 16% dân số nhỏ hơn 6 tuổi.